# Takkt
TAKKT AG es una empresa alemana, con sede central en Stuttgart, especializada en la venta por catálogo a empresas (B2B), para equipamiento de oficinas, negocios, fábricas y equipamientos de almacén.
La compañía cotiza en la SDAX de la bolsa de valores alemana (Deutsche Börse).

## Historia
TAKKT AG tiene sus raíces en 1945 en Stuttgart, Helmut Kraft y Walter Kaiser fundaron Kaiser + Kraft GmbH, que se especializaron en el envío de enseres domésticos, industriales y técnicos. Después de una rápida expansión en los años 50, la compañía comenzó a expandirse a otros países a partir de la década de los 60. 
En 1985 la sociedad anónima Gehe (desde 2003 Celesio (enlace roto disponible en Internet Archive; véase el historial, la primera versión y la última).) con sede también en Stuttgart, adquiere Kaiser + Kraft y la integra en su división de venta por correo, que desde ese momento es dirigida por Kaiser + Kraft. Junto a la penetración en los mercados europeos, la estrategia de expansión se centra a partir de ese momento en el mercado norteamericano. A través de adquisiciones y constitución de nuevas empresas, el grupo de empresas Gehe AG consiguió posicionarse como líder de mercado en la venta por correo especializada para oficina, negocios y bienes de consumo duradero. 
En 1999, la división de venta por correo de Gehe AG (ahora: Celesio AG), que hasta entonces había funcionado bajo el nombre KAISER + KRAFT, se separó y se transfiere a TAKKT AG. En preparación para el spin off, las divisiones corporativas se reestructuraron. TAKKT AG, que funciona como una empresa holding, cotiza en el mercado bursátil de Frankfurt / Main y Stuttgart desde el 15 de septiembre de 1999.
Desde 2003, la compañía también está activa en el mercado asiático, en particular la división de ventas Kaiser + Kraft.

## Estructura Corporativa
TAKKT AG actúa como holding de las tres divisiones de empresas activas Kaiser + Kraft Europa, Topdeq y K + K América.

### Kaiser + Kraft Europa
El área de Kaiser + Kraft Europa se divide en las líneas de distribución Kaiser + Kraft (Kaiser + Kraft GmbH, y otras trece empresas de distribución europea, Japón y China), Gaerner (Gaerner GmbH, además de Alemania activa en otros cinco países europeos, pertenece al grupo desde 1987), Gerd Mans (activos en Escandinavia, en el grupo desde 1998) y KWESTO (activo en el este de Europa, fundada en 2000).  
Kaiser + Kraft Europa comercializa bienes de consumo duradero y muebles principalmente para empresas, industrias y comercios, artesanía y empresas de servicios, y se encuentra activa en 20 países europeos y dos asiáticos. 

### Topdeq
Topdeq Service GmbH, con sede en Pfungstadt (enlace roto disponible en Internet Archive; véase el historial, la primera versión y la última). (Alemania)  fue adquirida en 1994. Topdeq está especializada en mobiliario de oficina y accesorios de diseño y alta calidad. Además de en Alemania, Topdeq se encuentra activa en España, Holanda, Suiza, Francia, Bélgica, y Austria. 

### K + K América
En el área de K + K América se agrupa las actividades comerciales del grupo en América del Norte (EE. UU., Canadá y México). Bajo el paraguas de K + K America Inc., con sede en Milwaukee, se encuentran las líneas de distribución C&H (equipamiento para empresas de transporte, almacén, fábricas y oficinas), Avenue Industrial (equipamiento para empresas, oficinas y almacenes, en el grupo desde 1994, activo en Canadá, Conney Safety Products (equipos de seguridad, pertenece al grupo desde 1998), Hubert (equipamiento de cocinas industriales) y National Business Furniture (mobiliario de oficina).